# Universidad Robert Morris
La Universidad Robert Morris (Robert Morris University en idioma inglés) es una universidad privada ubicada en Moon, Pensilvania (Estados Unidos de América).
Su nombre rinde homenaje a Robert Morris, uno de los firmantes de la Declaración de Independencia de los Estados Unidos.

## Historia
Se fundó en 1921 en el centro de Pittsburgh como Pittsburgh School of Accountancy (Escuela de Contabilidad de Pittsburgh en idioma español) por Andrew Blass, y en 1962 se trasladó a su emplazamiento actual, en las afueras de la ciudad, en Moon. A partir de entonces comenzó a otorgar grados de Asociado y cambió de nombre a Robert Morris Junior College. Luego, en 1969, volvió a cambiar a Robert Morris College, y, finalmente, en 2002, a su actual denominación de Robert Morris University.

## Centros docentes
Se compone de cinco escuelas:
- Escuela de Negocios
- Escuela de Educación y Ciencias Sociales
- Escuela de Enfermería y Ciencias de la Salud
- Escuela de Comunicaciones y Sistemas Informativos
- Escuela de Ingeniería, Matemáticas y Ciencias

## Deportes
Robert Morris compite en la Horizon League de la División I de la NCAA.